# 达梅罗库尔
达梅罗库尔（法語：Daméraucourt，法語發音：[dameʁokuʁ]）是法国瓦兹省的一个市镇，属于博韦区。

## 地理
达梅罗库尔（49°42'30"N, 1°55'39"E）面积8.57 平方千米，位于法国上法蘭西大區瓦兹省，该省份为法国北部内陆省份，北起索姆省，西接厄尔省和滨海塞纳省，南至塞纳-马恩省和瓦兹河谷省，东临埃纳省。
与达梅罗库尔接壤的市镇（或旧市镇、城区）包括：达尔日、埃朗库尔、萨尔努瓦、埃凯讷-埃拉姆库尔、埃斯康。
达梅罗库尔的时区为UTC+01:00、UTC+02:00（夏令时）。

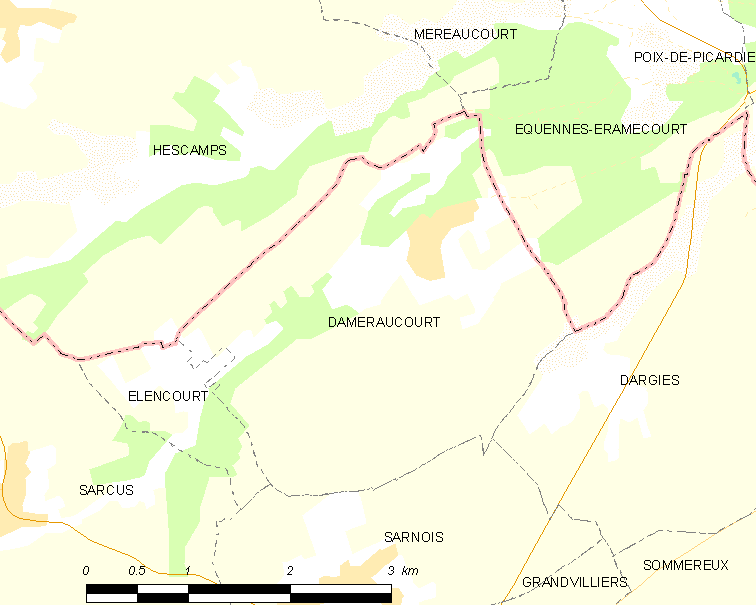
达梅罗库尔的OSM定位图

## 行政
达梅罗库尔的邮政编码为60210，INSEE市镇编码为60193。

## 政治
达梅罗库尔所属的省级选区为格朗维利耶县。

## 人口

1962-2008年间达梅罗库尔人口变化图示

达梅罗库尔于2022年1月1日时的人口数量为200人。